# Basket-ball aux Jeux olympiques d'été de 2004
Navigation
Sydney 2000 Pékin 2008
Les épreuves de basket-ball aux Jeux olympiques d'été de 2004 se sont déroulés du 14 au 28 août 2004 à Athènes. Deux épreuves figuraient au programme : une masculine et une féminine.

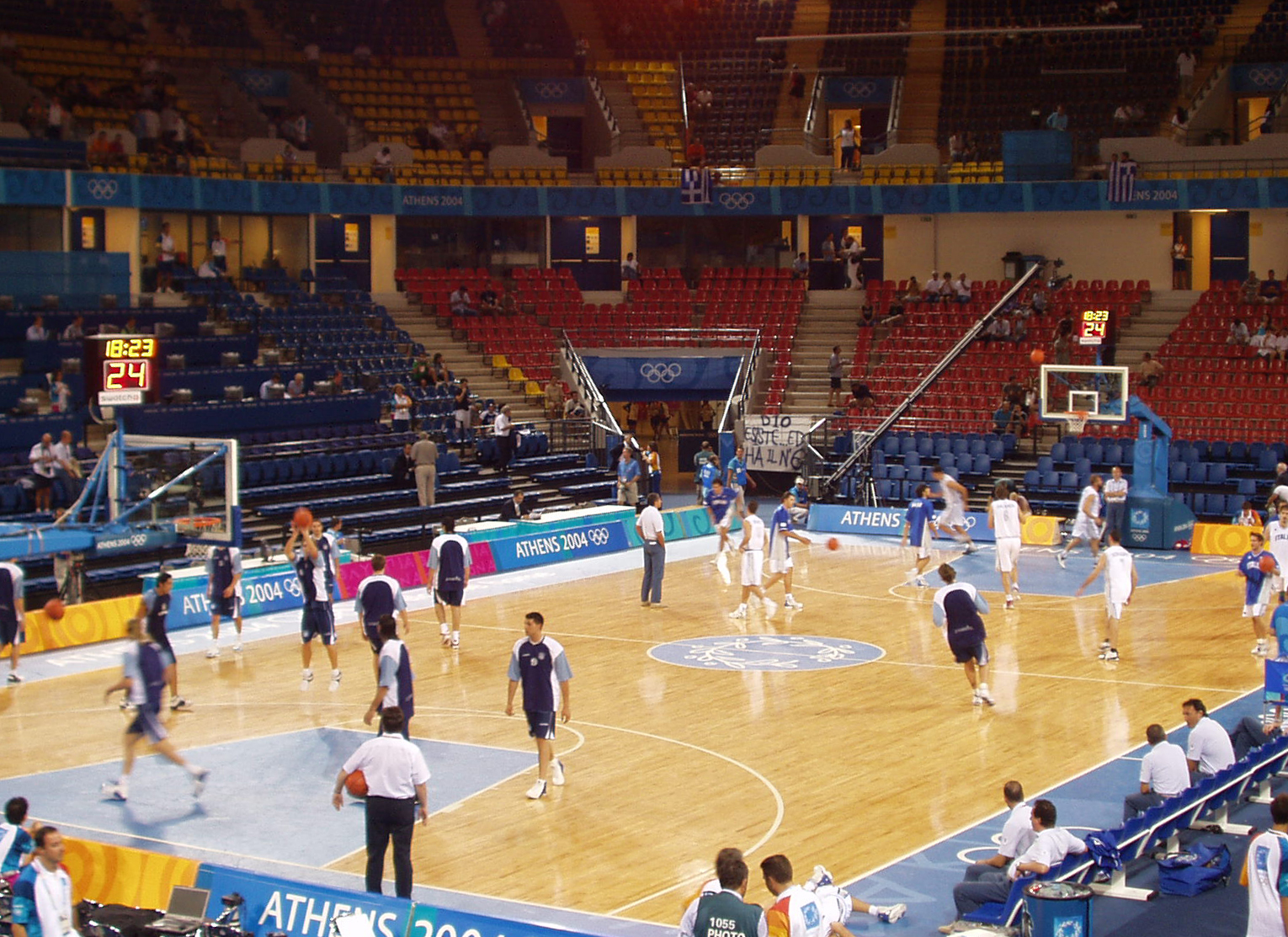
Échauffement pour le match Grèce-Argentine.

## Liste des épreuves
- Épreuve masculine
- Épreuve féminine

## Lieux de la compétition
Les matchs de l'épreuve de basket-ball ont lieu dans deux stades au sud d'Athènes construits à l'occasion des Jeux. Le premier tour a lieu dans la salle des sports (14 100 places) du complexe olympique d'Helliniko, les phases finales ont lieu au gymnase olympique du complexe sportif olympique d'Athènes (18 800 places).

## Résultats

### Podium final masculin
| Médaille                            | Pays       |
| ----------------------------------- | ---------- |
| Médaille d'or, Jeux olympiques      | Argentine  |
| Médaille d'argent, Jeux olympiques  | Italie     |
| Médaille de bronze, Jeux olympiques | États-Unis |

| Masculins | Or | Argent | Bronze |
| Masculins | ArgentineRubén Wolkowyski Carlos Delfino Andrés Nocioni Leonardo Gutiérrez Luis Alberto Scola Hugo Ariel Sconochini Gabriel Fernández Walter Herrmann Fabricio Oberto Alejandro Montecchia Emanuel Ginobili Juan Ignacio Sánchez | ItalieLuca Garri Roberto Chiacig Michele Mian Massimo Bulleri Rodolfo Rombaldoni Alex Righetti Denis Marconato Matteo Soragna Giacomo Galanda Gianluca Basile Nikola Radulović Gianmarco Pozzecco | États-Unis Emeka Okafor Carmelo Anthony Carlos Boozer Lamar Odom Dwyane Wade Tim Duncan Amare Stoudemire Shawn Marion Richard Jefferson Allen Iverson Stephon Marbury LeBron James |

Les Argentins, grâce notamment à Emanuel Ginobili, élu meilleur joueur du tournoi, remportent leur premier titre olympique de basket-ball après avoir privé les États-Unis d'une quatrième victoire consécutive depuis que les professionnels participent au tournoi olympique (1992). Les Américains montent quand même sur le podium pour la quinzième fois en autant de participations : 12 médailles d'or (de 1936 à 1968, 1976, 1984, de 1992 à 2000), une d'argent (1972) et deux de bronze (1988 et 2004).

### Podium final féminin
| Médaille                            | Pays       |
| ----------------------------------- | ---------- |
| Médaille d'or, Jeux olympiques      | États-Unis |
| Médaille d'argent, Jeux olympiques  | Australie  |
| Médaille de bronze, Jeux olympiques | Russie     |

| Féminines | Or | Argent | Bronze |
| Féminines | États-Unis Sue Bird Swin Cash Tamika Catchings Yolanda Griffith Shannon Johnson Lisa Leslie Ruth Riley Katie Smith Dawn Staley Sheryl Swoopes Diana Taurasi Tina Thompson | Australie Lauren Jackson Rachael Sporn Natalie Porter Belinda Snell Laura Summerton Kristi Harrower Trisha Fallon Suzy Batkovic Penny Taylor Sandy Brondello Allison Tranquilli Alicia Poto | Russie Anna Arkhipova Irina Osipova Maria Kalmykova Maria Stepanova Ilona Korstine Tatiana Chtchogoleva Elena Baranova Diana Gustilina Natalia Vodopyanova Oxana Rakhmatulina Olga Arteshina placeholder |

Les Américaines remportent leur cinquième titre en sept participations aux Jeux olympiques en battant, comme en 2000, les Australiennes en finale.

## Épreuve masculine

### Équipes participantes et groupes
Groupe A :  Argentine,  Chine,  Espagne,  Italie,  Nouvelle-Zélande,  Serbie-et-Monténégro
Groupe B :  Angola,  Australie,  États-Unis,  Grèce,  Lituanie,  Porto Rico
Les quatre premiers de chaque groupe se qualifient pour les quarts de finale.

### Premier tour

#### Groupe A
| Rang | Équipe               | Pts | J | G | P | Pp  | Pc  | Diff |  | Résultats (dom.\ext.) |       |       |       |       |       |       |
| ---- | -------------------- | --- | - | - | - | --- | --- | ---- |  | --------------------- | ----- | ----- | ----- | ----- | ----- | ----- |
| 1    | Espagne              | 10  | 5 | 5 | 0 | 405 | 349 | 56   |  | Espagne               |       | 71-63 | 87-76 | 83-58 | 88-84 | 76-68 |
| 2    | Italie               | 8   | 5 | 3 | 2 | 371 | 341 | 30   |  | Italie                | 63-71 |       | 76-75 | 89-52 | 71-69 | 72-74 |
| 3    | Argentine            | 8   | 5 | 3 | 2 | 414 | 396 | 18   |  | Argentine             | 76-87 | 75-76 |       | 82-57 | 98-94 | 83-82 |
| 4    | Chine                | 7   | 5 | 2 | 3 | 303 | 382 | -79  |  | Chine                 | 58-83 | 52-89 | 57-82 |       | 69-62 | 67-66 |
| 5    | Nouvelle-Zélande     | 6   | 5 | 1 | 4 | 399 | 413 | -14  |  | Nouvelle-Zélande      | 84-88 | 69-71 | 94-98 | 62-69 |       | 90-87 |
| 6    | Serbie-et-Monténégro | 6   | 5 | 1 | 4 | 377 | 388 | -11  |  | Serbie-et-Monténégro  | 68-76 | 74-72 | 82-83 | 66-67 | 87-90 |       |

#### Groupe B
| Rang | Équipe     | Pts | J | G | P | Pp  | Pc  | Diff |  | Résultats (dom.\ext.) |        |       |       |       |        |       |
| ---- | ---------- | --- | - | - | - | --- | --- | ---- |  | --------------------- | ------ | ----- | ----- | ----- | ------ | ----- |
| 1    | Lituanie   | 10  | 5 | 5 | 0 | 468 | 414 | 54   |  | Lituanie              |        | 98-76 | 98-90 | 94-90 | 100-85 | 78-73 |
| 2    | Grèce      | 8   | 5 | 3 | 2 | 389 | 343 | 46   |  | Grèce                 | 76-98  |       | 78-58 | 71-77 | 76-54  | 88-56 |
| 3    | Porto Rico | 8   | 5 | 3 | 2 | 410 | 411 | -1   |  | Porto Rico            | 90-98  | 58-78 |       | 92-73 | 87-82  | 83-80 |
| 4    | États-Unis | 8   | 5 | 3 | 2 | 418 | 389 | 29   |  | États-Unis            | 90-94  | 77-71 | 73-92 |       | 89-79  | 89-53 |
| 5    | Australie  | 6   | 5 | 1 | 4 | 383 | 411 | -28  |  | Australie             | 85-100 | 54-76 | 82-87 | 79-89 |        | 83-59 |
| 6    | Angola     | 5   | 5 | 0 | 5 | 321 | 421 | -100 |  | Angola                | 73-78  | 56-88 | 80-83 | 53-89 | 59-83  |       |

### Classement 11/12
(Mardi 24 août)
 Serbie-et-Monténégro -  Angola : 85 - 62

### Classement 9/10
(Mardi 24 août)
 Nouvelle-Zélande-  Australie : 80 - 98

### Quarts de finale
(Jeudi 26 août)
 Italie -  Porto Rico: 83 - 70
 Lituanie -  Chine: 95 - 75
 Grèce -  Argentine : 64 - 69
 Espagne -  États-Unis : 94 - 102

### Classement 7/8
(Samedi 27 août)
 Chine-  Espagne : 76 - 92

### Classement 5/6
(Samedi 28 août)
 Porto Rico -  Grèce : 75 - 85

### Demi-finales
(Vendredi 27 août)
 États-Unis -  Argentine : 81 - 89
 Lituanie-  Italie : 91 - 100

### Match de3eplace
(Samedi 28 août)
 États-Unis -  Lituanie : 104 - 96

### Finale
(Samedi 28 août)
 Argentine -  Italie : 84 - 69

### Classement final
1. Argentine
2. Italie
3. États-Unis
4. Lituanie
5. Grèce
6. Porto Rico
7. Espagne
8. Chine
9. Nouvelle-Zélande
10. Australie
11. Serbie-et-Monténégro
12. Angola

## Épreuve féminine

### Équipes participantes et groupes
Groupe A :  Australie,  Brésil,  Grèce,  Japon,  Nigeria,  Russie.
Groupe B :  Chine,  Corée du Sud,  Espagne,  États-Unis,  Nouvelle-Zélande,  République tchèque.
Les quatre premiers de chaque groupe se qualifient pour les quarts de finale.

### Premier tour

#### Groupe A
| Rang | Équipe    | Pts | J | G | P | Pp  | Pc  | Diff |  | Résultats (dom.\ext.) |       |       |        |       |        |       |
| ---- | --------- | --- | - | - | - | --- | --- | ---- |  | --------------------- | ----- | ----- | ------ | ----- | ------ | ----- |
| 1    | Australie | 10  | 5 | 5 | 0 | 418 | 313 | 105  |  | Australie             |       | 75-56 | 84-66  | 77-40 | 97-78  | 85-73 |
| 2    | Russie    | 9   | 5 | 4 | 1 | 389 | 333 | 56   |  | Russie                | 56-75 |       | 77-67  | 69-62 | 94-71  | 93-58 |
| 3    | Brésil    | 8   | 5 | 3 | 2 | 430 | 361 | 69   |  | Brésil                | 66-84 | 67-77 |        | 87-75 | 128-62 | 82-63 |
| 4    | Grèce     | 7   | 5 | 2 | 3 | 353 | 392 | -39  |  | Grèce                 | 40-77 | 62-69 | 75-87  |       | 93-91  | 83-68 |
| 5    | Japon     | 6   | 5 | 1 | 4 | 381 | 485 | -104 |  | Japon                 | 78-97 | 71-94 | 62-128 | 91-93 |        | 79-73 |
| 6    | Nigeria   | 5   | 5 | 0 | 5 | 335 | 422 | -87  |  | Nigeria               | 73-85 | 58-93 | 63-82  | 68-83 | 73-79  |       |

#### Groupe B
| Rang | Équipe             | Pts | J | G | P | Pp  | Pc  | Diff |  | Résultats (dom.\ext.) |        |       |       |       |        |       |
| ---- | ------------------ | --- | - | - | - | --- | --- | ---- |  | --------------------- | ------ | ----- | ----- | ----- | ------ | ----- |
| 1    | États-Unis         | 10  | 5 | 5 | 0 | 430 | 285 | 145  |  | États-Unis            |        | 71-58 | 80-61 | 99-47 | 100-62 | 80-57 |
| 2    | Espagne            | 9   | 5 | 4 | 1 | 368 | 334 | 34   |  | Espagne               | 58-71  |       | 80-78 | 91-57 | 75-67  | 64-61 |
| 3    | République tchèque | 8   | 5 | 3 | 2 | 408 | 375 | 33   |  | République tchèque    | 61-80  | 78-80 |       | 74-57 | 98-83  | 97-75 |
| 4    | Nouvelle-Zélande   | 7   | 5 | 2 | 3 | 321 | 414 | -93  |  | Nouvelle-Zélande      | 47-99  | 57-91 | 57-74 |       | 79-77  | 81-73 |
| 5    | Chine              | 6   | 5 | 1 | 4 | 360 | 406 | -46  |  | Chine                 | 62-100 | 67-75 | 83-98 | 77-79 |        | 71-54 |
| 6    | Corée du Sud       | 5   | 5 | 0 | 5 | 320 | 393 | -73  |  | Corée du Sud          | 57-80  | 61-64 | 75-97 | 73-81 | 54-71  |       |

### Classement 11/12
(Mardi 24 août)
 Nigeria -  Corée du Sud : 68 - 64

### Classement 9/10
(Mardi 24 août)
 Japon -  Chine : 63 - 82

### Quarts de finale
(Mercredi 25 août)
 Russie -  République tchèque: 70 - 49
 États-Unis -  Grèce: 102 - 72
 Espagne -  Brésil : 63 - 67
 Australie -  Nouvelle-Zélande : 94 - 55

### Classement 7/8
(Jeudi 26 août)
 Grèce - Nouvelle-Zélande: 87 - 83

### Classement 5/6
(Jeudi 26 août)
 République tchèque -  Espagne: 79 - 68

### Demi-finales
(Vendredi 27 août)
 Russie -  États-Unis : 62 - 66
 Brésil -  Australie : 75 - 88

### Match de3eplace
(Samedi 28 août)
 Russie -  Brésil : 71 - 62

### Finale
(Samedi 28 août)
 États-Unis -  Australie : 74 - 63

### Classement final
1. États-Unis
2. Australie
3. Russie
4. Brésil
5. République tchèque
6. Espagne
7. Grèce
8. Nouvelle-Zélande
9. Chine
10. Japon
11. Nigeria
12. Corée du Sud